# مسجد جامع فنوج
مسجد جامع فنوج مربوط به دوره قاجار است و در فنوج، مسجد جامع قدیمی شهر واقع شده و این اثر در تاریخ ۳۰ تیر ۱۳۸۴ با شمارهٔ ثبت ۱۲۲۲۷ به‌عنوان یکی از آثار ملی ایران به ثبت رسیده است.